# Indicatifs de radiodiffusion aux États-Unis
 (juin 2025).
Aux États-Unis, les indicatifs de radiodiffusion sont des identifiants attribués aux stations de radiodiffusion et de télévision, et sont émis par la Commission fédérale des communications (FCC) et, dans le cas de la plupart des stations gouvernementales, par la Administration nationale des télécommunications et de l'information (NTIA). Ils sont constitués de 3 à 9 lettres et chiffres, choisis en fonction de la catégorie de service de la station. En vertu d'un accord international, tous les indicatifs qui commencent par les lettres K, N et W, ainsi que AAA - ALZ, sont réservés exclusivement à une utilisation aux États-Unis.
Les stations de radiodiffusion AM, FM, à ondes courtes et les chaînes de télévision peuvent demander des indicatifs personnalisés, à condition que ceux-ci soient uniques. La politique de la FCC est pensée de telle sorte à limiter les stations de radiodiffusion aux indicatifs commençant par un « K » ou un « W » : l'indicatif « K » est en général réservé aux stations à l'ouest du fleuve Mississippi et l'indicatif « W » limité aux stations à l'est du fleuve. Les stations non professionnelles peuvent recevoir des indicatifs commençant par les lettres « A », « K », « N » et « W ». Historiquement, les préfixes commençant par « A » (pour « Army ») étaient attribués aux stations de l'armée américaine, et les préfixes commençant par « N » (pour « Navy ») aux stations de la marine américaine.

## Stations de radiodiffusion

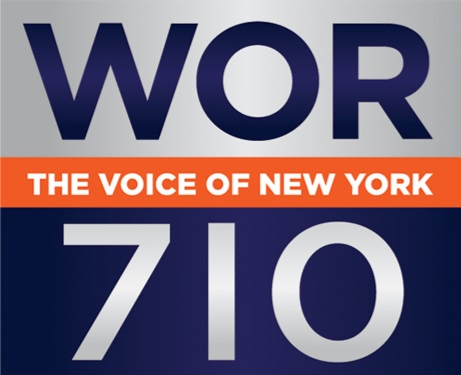
Exemple d’une station de radio qui met en avant ses indicatifs d’appel. (WOR, New York)

D'autres stations minimisent leur indicatif, au profit d'un slogan facile à retenir. C’est également une pratique courante dans la plupart des autres pays. (KGMZ-FM, San Francisco)

Bien que la plupart des émetteurs sous supervision de la Commission fédérale des communications (FCC) disposent d'indicatifs pour leur identification officielle, le grand public est de manière générale plus habitué aux noms utilisés par les stations de radiodiffusion et de télévision qui peuvent différer de l'indicatif officiel. Par conséquent, il y a une grande disparité dans l'importance que les stations accordent à leurs indicatifs; pour certaines, c'est le nom sur lequel elles établissent leur identité publique, tandis que d'autres ignorent largement leurs indicatifs et considèrent qu'un surnom ou un slogan est plus facilement mémorisable par le public (et ceux qui remplissent des journaux pour la mesure des audiences de Nielsen Audio ). Aux États-Unis, le seul moment où les stations de radiodiffusion ont l'obligation de mentionner leurs indicatifs est lors des annonces d'identification de la station, faites lors d'une « pause naturelle dans la programmation » aussi proche que possible du début de chaque heure.
Les chaînes de télévision ont la possibilité d'afficher un petit graphique ou un texte ( « logo incrusté » ou « bug » ) en bas de l'écran qui montre leur indicatif, leur ville de licence et d'autres informations aidant à leur identification. Parfois, l'indicatif de la chaîne est affichée de manière non intrusive en petits caractères lors de courtes pages publicitaires, soit pour une émission à venir, soit pour le prochain bulletin d'informations locales diffusés juste avant le début de chaque heure (en incorporant même ces identifications au début des bulletins d'information). Les stations de radiodiffusion FM dotées de sous-canaux numériques HD Radio doivent être en capacité d'identifier individuellement chaque flux de programme, mais n'ont pas besoin de le faire sous une forme particulière; la plupart des titulaires d'une licence utilisent la forme « WXXX HD2 », mais cela ne fait pas partie de leur indicatif.

### Signification des indicatifs
Les premiers indicatifs pour la radio étaient attribués de manière aléatoire ou de manière séquentielle, et étaient simplement destinés à distinguer les émetteurs. Mais ils sont rapidement devenus un élément important de l'identité de certaines stations et, depuis le milieu des années 1920, les régulateurs ont permis aux propriétaires des stations de choisir leurs indicatifs personnels. Des milliers de stations de radio et de chaînes de télévision ont été créées, avec chacune leurs raisons pour lesquelles elles ont choisi des indicatifs particuliers. Certaines catégories courantes incluent des :
- Slogans : Savoir qui de l'indicatif de la station ou de son slogan est apparu en premier peut parfois s'avérer difficile. Toutefois, voici quelques exemples bien documentés de choix d'indicatifs en fonction d'un slogan existant : WGN et WGN-TV à Chicago, qui signifient « World's Greatest Newspaper » (le meilleur journal du monde) ; WIS à Columbia, en Caroline du Sud, le « Wonderful Iodine State » (l'État merveilleux de l'iode) ; WPTF à Raleigh, en Caroline du Nord, qui fait référence à la devise de l'ancien propriétaire, la Durham Life Insurance Company, « We Protect the Family » (nous protégeons la famille).
- Propriétaires : Les principales stations détenues et exploitées par les trois grands réseaux de télévision aux États-Unis (ABC, CBS et NBC) ont toujours eu des indicatifs reflétant les abréviations de leurs réseaux. Les stations exploitées par des écoles et des universités intègrent généralement les initiales de leur établissement, notamment WWVU-FM (la West Virginia University à Morgantown) et KUOM (University of Minnesota, Minneapolis).
- Emplacements : Trois stations ont des indicatifs qui indiquent en toutes lettres leur ville de licence : WACO-FM (Waco, Texas), WARE (Ware, Massachusetts) et WISE-FM (Wise, Virginie). D'autres stations font référence à leur ville de licence ou à leur zone de marché désignée par une abréviation ou un sigle, comme WRAL-TV (Raleigh, Caroline du Nord), WCSC-TV (Charleston, Caroline du Sud), WLOX (Biloxi, Mississippi), WSAV-TV (Savannah, Géorgie), WPGH-TV (Pittsburgh, Pennsylvanie), ou WTSP (Tampa-St. Petersburg, Floride).
- Numérotation : De nombreuses chaînes de télévision ont choisi des lettres d'identification qui font référence à leur numéro de canal, soit en toutes lettres, soit en chiffres romains : WDIV-TV (canal 4, Détroit, Michigan), WXII-TV (canal 12, Winston-Salem, Caroline du Nord), WXXV-TV (canal 25, Gulfport, Mississippi), KXII (également canal 12, Sherman, Texas), WPXI (canal 11, Pittsburgh), WPVI-TV (canal 6, Philadelphie), WIVB-TV (canal 4, Buffalo, New York), WTWO (canal 2, Terre Haute, Indiana), KIXE-TV (canal 9, Redding, Californie, et WXXI-TV (canal 21, Rochester)

### Séparation géographique des indicatifs «K» et «W»

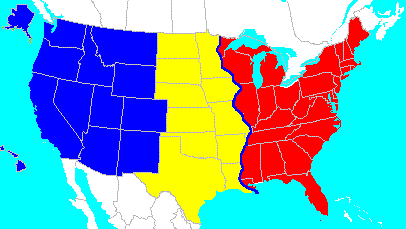
Historiquement, l'ouest (en bleu) a en règle générale reçu des indicatifs « K » et l'est (en rouge) a reçu des appels « W ». La zone centrale (en jaune) a reçu des appels « W » de 1912 à janvier 1923, lorsqu'un déplacement de frontière vers le fleuve Mississippi l'a transféré au territoire « K ».

À partir de 1921, les stations de radiodiffusion se sont vu attribuer des indicatifs commençant par « K » lorsque leur ville de licence se trouve à l'ouest, et par « W » à l'est, conformément à une pratique inaugurée en 1912 par le gouvernement fédéral. La FCC a proposé de mettre fin à cette politique en 1987, afin de permettre l'attribution sans restriction des stations « K » et « W » dans l'ensemble du pays. Toutefois, il a été décidé de maintenir cette règle en raison des objections de l'industrie.
À l'origine, la frontière s'étendait vers le nord à partir de la frontière entre le Texas et le Nouveau-Mexique. Au début de 1923, la frontière a été déplacée à son emplacement actuel, le fleuve Mississippi, afin d'équilibrer les populations des deux régions. La séparation géographique des préfixes « K » et « W » ne s'applique qu'aux stations de radiodiffusion et de télévision, et n'est pas respectée pour les autres services de radiodiffusion telles que les stations météorologiques, de conseil routier et de signaux horaires.
Pour les stations se situant sur les territoires non-incorporés des États-Unis, le fleuve Mississippi constitue également la frontière. Porto Rico et les îles Vierges américaines se trouvent à l'est du fleuve et toutes leurs stations ont reçu l'indicatif standard « W ». Les territoires de l'océan Pacifique (Guam, les îles Mariannes du Nord et les Samoa américaines) sont situés à l'ouest, en territoire « K », bien que les assignations y aient été moins cohérentes. Toutes ces stations, sauf une, ont des indicatifs « K », à l'exception de WVUV-FM à Fagaitua, dans les Samoa américaines, qui a reçu son indicatif alors qu'elle était couplée à une station de radiodiffusion AM aujourd'hui disparue, WVUV.
Bien qu’il s’agisse d’une convention établie de longue date, la division K - W n’a pas toujours été religieusement suivie. Une exception notable est KDKA, à Pittsburgh, en Pennsylvanie, qui a été autorisée en 1920 lors d'une courte période où de nouvelles stations radios ont reçu des indicatifs à partir d'une bloc de lettres qui avaient été réservés aux stations de navires.
La FCC a également été tolérante dans des cas de relocalisations qui visaient à déplacer une station d'un côté ou de l'autre du fleuve Mississippi, ou dans les deux États divisés par le fleuve, le Minnesota et la Louisiane.

### Indicatifs à trois lettres
À partir de 1921, la plupart des stations de radiodiffusion se sont vu attribuer des indicatifs à trois lettres. Cependant, en quelques années seulement, des centaines de stations ont vu le jour et il n'y avait pas assez de combinaisons à trois lettres pour tout le monde. Pour répondre à ce problème, à partir d'avril et mai 1922, la plupart des nouvelles stations de radiodiffusion commençaient plutôt à recevoir des indicatifs à quatre lettres. Un petit nombre d'indicatifs supplémentaires à trois lettres ont été autorisés les années suivantes, mais la dernière autorisation a été accordée en 1930 à WIS à Columbia, en Caroline du Sud.
Par le passé, les combinaisons à trois lettres ne pouvaient être partagées que par des stations qui étaient situées dans la même ville et qui appartenaient au même propriétaire. Dès le milieu des années 1980, les stations qui étaient auparavant détenues conjointement mais qui se sont ensuite séparées n'étaient plus obligées de demander à l'une des stations d'abandonner l'indicatif à trois lettres : c'est pourquoi WWL et WWL-TV à la Nouvelle-Orléans peuvent toujours partager cette même attribution.
Depuis 1998 et en vertu de la réglementation FCC en vigueur, les limites de réattribution des indicatifs à trois lettres ont été assouplies. La restriction exigeant une même ville de licence a été supprimée, et le propriétaire d'une station avec un indicatif de base à trois lettres peut désormais demander le même indicatif à trois lettres, à condition de l'ajout d'un suffixe « -FM », « -TV » ou « -LP » si nécessaire, pour toute station sous propriété commune.

### Suffixes
Au fil des années, à mesure que le nombre de stations de radiodiffusion a augmenté, la FCC a décidé d'adopter un certain nombre de suffixes à utiliser par les stations FM et les chaînes de télévision, pour permettre à plusieurs stations de partager la même combinaison d'indicatif à trois ou quatre lettres. Par exemple, en plus d'une station FM avec les lettres d'appel WFOX, il existe également WFOX-TV et une station FM à faible transmission, WFOX-LP.

## Stations non radiodiffusées

### Stations amateures
Les indicatifs des radioamateurs américains se composent d'une ou deux lettres, suivies d'un seul chiffre et terminées par une à trois autres lettres. Le numéro de l'indicatif indique dans lequel des dix districts de radiodiffusion aux États-Unis la licence a été délivrée. (Contrairement aux stations commerciales, il n'est plus nécessaire pour les radioamateurs américains de changer leur indicatif après avoir déménagé dans une nouvelle région). La plupart des amateurs qui déménagent doivent ajouter un suffixe « /localisation » pour indiquer leur site nouveau lieu de diffusion. Par exemple, une station qui se rend aux Samoa américaines peut signer « (indicatif habituel)/KH8 ». Les amateurs américains sont autorisés à opérer au Canada sous leur propre indicatif avec un indicateur de lieu.
Les zones périphériques ont des indicatifs spéciaux. Par exemple, les indicatifs émis à Hawaï peuvent commencer par « A », « K », « N » ou « W » (tout comme les autres indicatifs américains), mais ils sont précédés de « H6 » ou « H7 ». D'autres territoires non incorporés du Pacifique utilisent le même procédé avec des numéros différents et l'indicatif « H ». Les stations de l'Alaska ont un « L » comme deuxième lettre de préfixe, et les stations de la région des Caraïbes (comme Porto Rico et les îles Vierges américaines) utilisent « P » comme deuxième lettre.
En général, plus l'indicatif est court, plus le niveau de la licence de diffusion est élevé, mais les amateurs qui passent à un niveau supérieur ne sont pas tenus de changer d'indicatif. En tout état de cause, certains des blocs disponibles ont été utilisés. Amateur stations are required to identify themselves by their call sign once every ten minutes during a communication and at the end of the communication.

### Autres services
- Les stations expérimentales ont des indicatifs alphanumériques, avec « X » comme première lettre suivant un chiffre régional. Toutes les stations de télévision et la plupart des stations de radiodiffusion FM qui étaient opérationnelles avant la Seconde Guerre mondiale étaient autorisées à émettre en tant que stations expérimentales. Parmi les stations expérimentales notables, la station FM W2XMN de Major Armstrong à Alpine, dans le New Jersey ; la station AM superpuissante de 500 kW de Powel Crosley Jr., W8XO, qui fonctionnant la nuit et diffusait les programmes de WLW ; et la station de télévision pionnière de Don Lee, W6XAO, à Los Angeles. Les émetteurs d'appoint des stations AM synchrones reçoivent des indicatifs expérimentaux qui intègrent les lettres d'identification des stations primaires dans leurs indicatifs. Par exemple, WA2XPA était jumelé avec WAPA, et WI2XAC était jumelé avec WIAC.
- Les horloges radio-pilotées et les stations de fréquence standard ont des indicatifs alloués spécialement pour eux : WWV, WWVB à WWVI, WWVL et WWVS. Ce regroupement est dérivé de la station à ondes courtes WWV de Fort Collins, Colorado, qui a été la première station gouvernementale de ce type. WWVB et WWVH sont toujours opérationnelles aujourd'hui. Les radiodiffuseurs standards peuvent utiliser ces indicatifs avec un suffixe.

Une carte qui montre les codes numériques des indicatifs pour les radioamateurs aux Etats-Unis. La région dans laquelle l'opérateur a obtenu sa licence détermine le chiffre.